# レディーミクストコンクリート
レディーミクストコンクリート（英語：ready-mixed concrete）は、製造法によるコンクリートの種類で、工場で練り混ぜてから打設現場に運送するコンクリートである。
JIS A 5308でレディーミクストコンクリートとして規定されている。生コンクリート、生コンと呼ばれる。レミコンは太平洋セメントの登録商標である。
生コンに対し、現場で練り混ぜをする方法を（打設から見て）現場練りや（練り混ぜから見て）直送などと呼ぶ。

## 製造
練り混ぜとは、セメント、骨材（砂・砂利）、水、混和剤などを配合し混ぜる工程である。レディーミクストコンクリートはこの工程を工場で行ってから、打設現場に運送される。
工場へは、骨材はダンプトラックなどで入荷する。材の採取所のそばに工場があることも多い。骨材はふるい（ホッパ）により種類ごとに種別され、容器（サイロ、貯蔵ビンなどと呼ばれる）に貯蔵される。
材料を練り混ぜコンクリートを製造する設備はバッチャープラントと呼ばれる。上から材料が投入され、下るに従い次のようにコンクリートが出来上がる。
- 材料はベルトコンベアなどで上から投入される。
- 材料は種類ごとに貯蔵され、計量しミキサーに投入する。
- ミキサーで練り混ぜられる。
- 生コンクリートとして排出され、車両に積み込まれる。

## 運送
レディーミクストコンクリートの運送には、途中で分離や凝結が起こらないよう、アジテータトラック（ミキサー車）で混ぜながら輸送することが一般的である。JIS A 5308（レディーミクストコンクリート） では90分以内に現場に到着することを基本としている。

## 種類
- 普通コンクリート
- 軽量コンクリート
- 舗装コンクリート
- 高強度コンクリート

## 品質

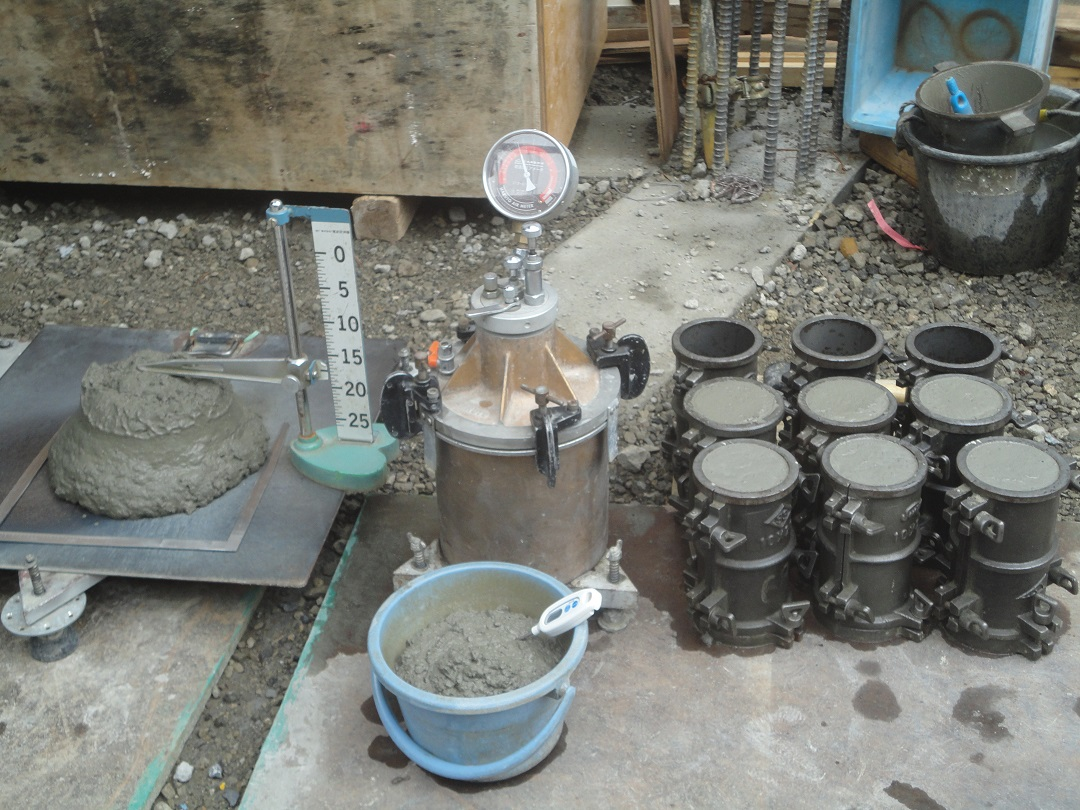
生コンクリートの試験等の様子。左はスランプ及びスランプフローの計測。中央は空気量の計測、その下は生コンの温度測定。右は固化後の強度試験に使われるサンプル。

レミコンの品質は、荷卸時点でチェックされる。JIS A 5308では強度（養生したうえで出荷してから所定の日数後に試験が行われる）、スランプ及びスランプフロー、空気量、温度、塩化物含有量が規定されている。